# Willard (Utah)
Willard város az USA Utah államában, Box Elder megyében. Lakosainak száma 1978 fő (2020. április 1.).

## Népesség
A település népességének változása:
| Lakosok száma | 1772 | 1775 | 1978 |
|               | 2010 | 2014 | 2020 |